# Красноглазая литория
Красноглазая литория (лат. Litoria chloris) — земноводное семейства квакш.
Обитает в лесах на востоке Австралии от Сиднея на юге до центрального Квинсленда на севере.

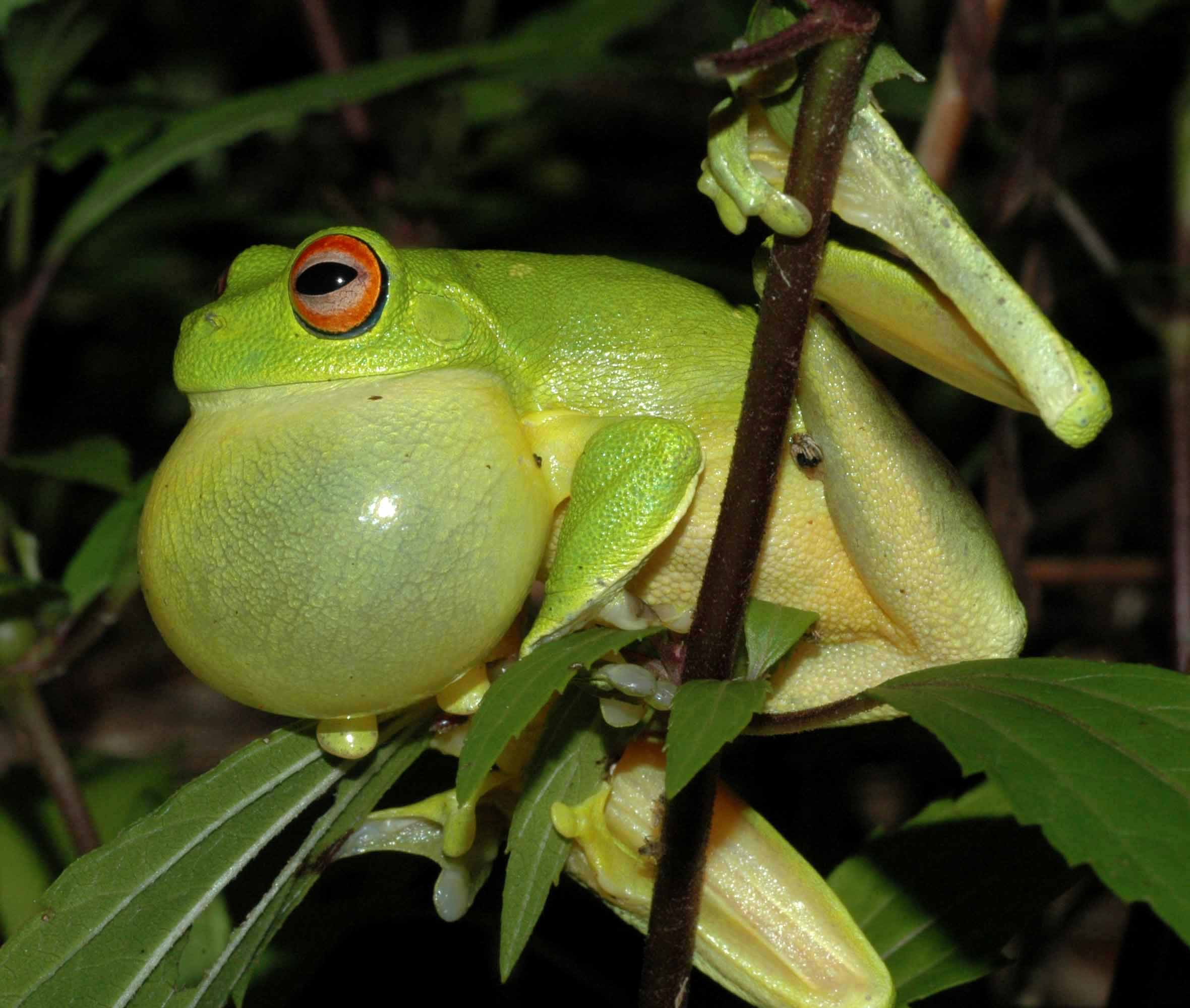
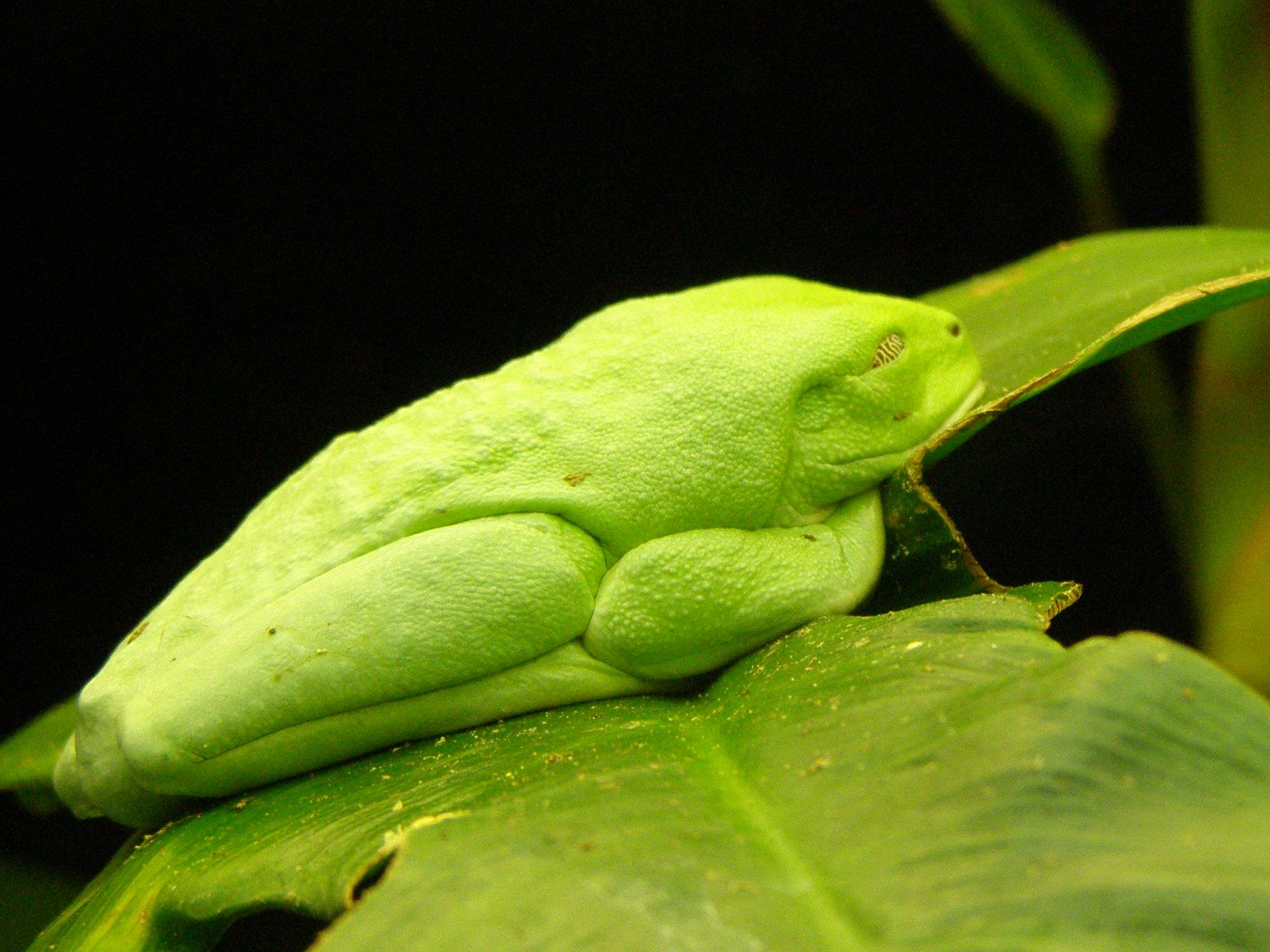